# SEIKO BALLADS 〜SWEET MEMORIES〜
『SEIKO BALLADS 〜SWEET MEMORIES〜』（セイコ・バラッヅ スイート・メモリーズ）は、松田聖子の楽曲をカバーしたトリビュート・アルバム。2004年4月14日発売。発売元はソニー・ミュージックダイレクト。規格品番：MHCL-353。レーベルゲートCD。2005年7月27日にCD-DAフォーマット・規格品番：MHCL-611で再発売された。

## 解説
洋楽アーティストが松田聖子の曲をカバーしたトリビュート・アルバム第2弾。収録曲のトラック2,10以外は前作『ROMANTIQUE』収録曲である。

## 収録曲
1. GLASS APPLE (sing by Deniece Willams)
シングル「ガラスの林檎」1曲目
2. Missing You (sing by Carmen Carter)
シングル「あなたに逢いたくて〜Missing You〜」1曲目
3. THE WISH YOU MADE (sing by Catte Adams)
シングル「小麦色のマーメイド」タイトル曲
4. PALE BLUE PHOTOGRAPH (sing by Nicolette Larson)
シングル「蒼いフォトグラフ」
5. WITH THESE OPEN ARMS (sing by Katrina Perkins) 
シングル「Rock'n Rouge」カップリングの「ボン・ボヤージュ」
6. DIAMOND EYES (sing by Deniece Willams)
シングル「瞳はダイアモンド」
7. HOLD ME (sing by Kim Carnes)
アルバム『Citron』収録の「抱いて…」
8. HEARTACHES COMES AND GO (sing by Catte Adams) 
シングル「ハートのイアリング」タイトル曲
9. LOVE AND GLORY (sing by Patti Austin)
アルバム『SUPREME』収録の「時間旅行」
10. BLUE MOTHER EARTH (sing by Carmen Carter)
アルバム『SUPREME』収録の「瑠璃色の地球」
11. RED SWEET PEA (sing by Patti Austin)
シングル「赤いスイートピー」タイトル曲
12. SWEET MEMORIES (sing by Nicolette Larson)
シングル「ガラスの林檎/SWEET MEMORIES」2曲目

## 関連作品
- ROMANTIQUE
- Jewel Songs 〜Seiko Matsuda Tribute & Covers〜